# Kokava nad Rimavicou
Kokava nad Rimavicou (allemand : Kochseifen,  hongrois : Rimakokova) est un village de Slovaquie situé dans la région de Banská Bystrica.

## Historique
La première mention écrite du village date de 1481.

## Démographie

### Évolution de la population
| Année:               | 1994. | 2004.   | 2014.   | 2024.   |
| -------------------- | ----- | ------- | ------- | ------- |
| Nombre de personnes: | 3167  | 3118    | 2971    | 2703    |
| Différence:          |       | -1,54 % | -4,71 % | -9,02 % |

| Année:               | 2023. | 2024.   |
| -------------------- | ----- | ------- |
| Nombre de personnes: | 2737  | 2703    |
| Différence:          |       | -1,24 % |